# Station Kongsvinger
Station Kongsvinger is een station in  Kongsvinger in fylke Innlandet in Noorwegen. Het station ligt aan Kongsvingerbanen en is het beginpunt van Solørbanen. Het stationsgebouw in chaletstijl is een ontwerp van Heinrich Ernst Schirmer en Wilhelm von Hanno. Het werd in aanwezigheid van koning Karel IV geopend in 1862.

## Verbindingen
Kongsvinger ligt aan de lijn tussen Oslo en Stockholm. De treindienst, L70,  wordt uitgevoerd door SJ, het Zweedse staatsspoorbedrijf. De intercitytreinen tussen Oslo en Stockholm stoppen twee keer per dag in Kongsvinger. Daarnaast rijden er stoptreinen die in Charlottenberg of in Kristinehamn aansluiting geven naar Stockholm.
Naast de verbinding met Zweden is Kongsvinger eindpunt van de Noorse lijn R14. Deze lijn wordt uitgevoerd door Vy. De treinen rijden zowel op werkdagen als in het weekend een keer per uur tussen Kongsvinger en Asker via Oslo. 
Het station is tevens knooppunt voor het lokale en regionale busverkeer. Het busvervoer wordt uitgevoerd door Innlandstrafikk. Er gaan onder meer bussen naar Elverum, Hamar, Roverud en Vestmarka. Naar kleinere plaatsen gaan belbussen. 

## Goederenvervoer
Solørbanen is in 1994 gesloten voor personenvervoer, maar wordt nog wel gebruikt voor goederenvervoer. Het voornaamste goederenvervoer betreft hout. 